# Brug 1882
Brug 1882 is een bouwkundig kunstwerk in Amsterdam Nieuw-West.
De vaste brug dateert van ongeveer 1994 toen hij de buurt De Aker West in de wijk Middelveldsche Akerpolder (MAP) steeds meer bebouwing kreeg. De wijk kreeg allerlei straatjes die alle verbonden werden met De Alpen, de belangrijkste verkeersader hier. De Alpen ligt daarbij tussen twee woonwijken maar ook tussen twee verschillende watersystemen met ieder haar eigen afwateringstocht. Brug 1882 maakt deel uit van drie bruggen die de dwarsverbinding verzorgen:
- Truus Wijsmullerbrug (brug 793) van de Jacob Paffstraat naar de Inaristraat
- Brug 1881 van de Inaristraat naar De Alpen
- Brug 1882 van de De Alpen naar de Kölpinstraat.

De brug is bijna geheel van beton gezet op een betonnen paalfundering. De brugleuningen zijn van metaal, waarbij de leuning enigszins naar binnen hellen.
<<< · 1800 · 1801 · 1802 · 1803 · 1804 · 1805 · 1806 · 1807 · 1808 · 1809 ·  1810 · 1811 · 1812 · 1813 · 1814 · 1815 · 1816 · 1818 · 1819 · 1820 · 1821 · 1822 · 1823 · 1824 · 1826 · 1827 · 1828 · 1829 · 1830 · 1831 · 1832 · 1833 · 1834 · 1835 · 1836 · 1837 · 1838 · 1839 · 1840 · 1841 · 1842 · 1843 · 1844 · 1845 · 1846 · 1847 · 1848 · 1849 · 1850 · 1851 · 1852 · 1853 · 1854 · 1855 · 1856 · 1857 · 1858 · 1859 · 1860 · 1861 · 1862 · 1863 · 1864 · 1865 · 1866 · 1867 · 1868 · 1869 ·  1870 · 1871 · 1872 · 1873 · 1874 · 1875 · 1876 · 1877 · 1879 ·  1880 · 1881 · 1882 · 1883 · 1884 · 1885 · 1886 · 1888 · 1889 · 1890 · 1891 · 1892 · 1893 · 1894 · 1895 · 1896 · 1897 · 1898 · 1899 · >>>
Brugnummers 1817, Brug 1819, 1820, 1825, 1878, 1887  zijn niet (meer) vergeven.